# 真實的勇氣
是一部2010年美國修正主義西部電影，由高安兄弟編劇、導演、監製和剪接，史提芬·史匹堡擔任執行製作人。本片是第二次改編自查爾斯·波帝斯的1968年英文同名小說《真實勇氣》，而小說曾在1969年改編為電影，由尊·榮和葛倫·坎伯主演。這個新版的主演是海莉·史坦菲德、傑夫·布里吉、麥特·戴蒙、喬許·布洛林和巴里·佩珀。

## 劇情
故事描述十四歲的麥蒂·羅斯（海莉·史坦菲德 飾演）以家庭唯一代表的身分來到史密斯堡為父親處理後事，並尋找殺父凶手湯姆·錢尼（喬許·布洛林 飾演），據說這個懦夫為了兩枚金幣殺死她父親，然後逃到印地安保留地。麥蒂想要親見錢尼問吊，但當地警長卻稱警力不足。於是她雇請傳聞最是心狠手辣的美國聯邦警官：殺人不眨眼的酒鬼公雞考柏恩（傑夫·布里吉 飾演）追捕錢尼，但遭拒絕。她為了省錢，自己在殮房過夜。第二天，與本來一毛不拔的父親生前生意夥伴激烈談判，取得320元。她願意出重金雇用考柏恩，但考柏恩只當她在說孩子話。
健談的德州騎警拉·畢夫（麥特·戴蒙 飾演）找上麥蒂，說他們所追捕的是同一個人，願意合作。麥蒂稱她與所雇用的聯邦警官將自行處理。騎警說出湯姆犯案累累的過去，聲稱必須團隊合作才能對付這狡詐的匪徒。但騎警為了豐厚的懸賞金，一定要把凶手帶回德州。麥蒂不肯讓步，堅持在父親遇害的市鎮對湯姆處刑。兩人互不滿意對方。所有人都希望她儘快回自己家，而家族的律師朋友也來信勸誡，說她的剛硬手法遲早令自己吃虧。
麥蒂帶上錢繼續對考柏恩死纏爛打。考柏恩將麥蒂的出價當成前金，提高一倍價格後答應追捕錢尼。麥蒂以監督工作為由堅持隨同行動，考柏恩拗不過她，卻在約好的時刻獨自行動，留了張火車票給麥蒂，好讓她回家，又吩咐渡輪船長把人領回市鎮，但麥蒂硬是策馬渡河。已與考柏恩同行的騎警畢夫給她一頓教訓，要她回家，考柏恩卻命畢夫停手，同意讓她跟隨。這三人一路上衝突不斷。他們都很有決心也很頑固，也各自受到他們的道德標準驅使，這三人必須一起面對無法預料的後果，同時發現他們進入傳奇故事的世界，充滿惡意和野蠻的法外之地、但還有勇氣和失望、頑強和純粹的愛。
終於受不了兩人的騎警獨自離開。麥蒂一次在取水時竟巧遇錢尼。她出槍傷了他，但因經驗不足反被抓住。聯邦警官想救她時卻被錢尼的同夥開槍阻攔。匪徒們知道追來的是考柏恩警官，不敢大意，決定全員出動一起對付他。因不知錢尼的為人，單獨留他一個看管麥蒂後，全都離開去找警官談判。錢尼果然想滅口，好在被聽到槍戰而折返的騎警救下。麥蒂與騎警上了制高點監看聯邦警官與匪徒們談判，並在其以寡擊眾時幫了一把。錢尼卻從背後偷襲，打昏了騎警。麥蒂趁錢尼分心時開槍救人，自己卻跌進洞中，慘遭蛇吻。警官為了救她，兩人一起上了麥蒂的馬，沒命的趕回城裡。雖然她的馬最好，體力也最充沛，但由於警官過度驅策疾馳，馬終於力盡仆倒，隨即被人道毀滅。警官抱著昏迷的麥蒂又走了一段路，終於不支，只好對空鳴槍以求最後的希望。
多年以後，年長而斷肢的麥蒂脾氣依然剛硬。她探得警官的消息，想前去探望。因為他在救活她後即飄然遠去，也未索求剩下的價金。不幸兩人卻還是失之交臂，警官已於數日前溘然長逝。麥蒂去了他墓前致意，但卻完全不知推定已極為年老的騎警的下落。

## 演員
- 傑夫·布里吉 飾 美國法警魯本·J.「魯斯特」·柯本（Reuben J. "Rooster" Cogburn）
- 海莉·史坦菲德 飾 麥蒂·羅斯（Mattie Ross）
- 麥特·戴蒙 飾 德州騎警拉·畢夫（LaBoeuf）
- 喬許·布洛林 飾 湯姆·錢尼（Tom Chaney）
- 巴里·佩珀 飾 奈德·派柏（"Lucky" Ned Pepper）
- 多姆納爾·格里森 飾 Moon
- Bruce Green 飾 Harold Parmalee
- 埃德·科爾賓（英语：Ed Corbin） 飾 Bear Man（Dr. Forrester）
- Roy Lee Jones 飾 Yarnell Poindexter
- 保羅·雷（英语：Paul Rae） 飾 Emmett Quincy
- 尼克·桑德勒（英语：Nicholas Sadler） 飾 Sullivan
- 達金·馬修斯（英语：Dakin Matthews） 飾 Colonel Stonehill
- 伊麗莎白·瑪佛爾（英语：Elizabeth Marvel） 飾 麥蒂·羅斯（40歲）
- 利昂·魯索姆 飾 警長
- Jake Walker 飾 艾薩克·帕克（英语：Isaac Parker）法官
- Don Pirl 飾 科爾·楊格（英语：Cole Younger）
- Jarlath Conroy（英语：Jarlath Conroy） 飾 殯儀員